# 한숙희
한숙희(韓淑熙, 1961년 ~)는 2018년 2월에 취임한 제5대 대전가정법원장이다.

## 생애
전라북도 전주시에서 1961년 태어난 한숙희는 계성여자고등학교와 중앙대학교 경제학과를 졸업하고 1989년 제31회 사법시험에 합격했다. 제21기 사법연수원을 수료하고 대전지방법원 판사에 임용되어 서울지방법원, 서울가정법원, 서울고등법원에서 판사를 재임하다가 부장판사로 승진하여 서울가정법원, 서울중앙지방법원, 서울동부지방법원에서 부장판사를 지냈다. 
2005년부터 2013년까지 8년간 가사소년전문법관으로 가사 소년사건 업무를 담당했던 한숙희는 2018년 2월에 법원장으로 승진하여 대전가정법원에서 법원장으로 취임하였다.